# Franz Schmalzl (Bildhauer)
Franz Schmalzl (* 1843; † 1924) war ein österreichischer Bildhauer und Altarbauer aus St. Ulrich in Gröden, Villa Marienheim. Er stammte aus einer Holzschnitzerfamilie und war über Südtirol hinaus für seine Krippenschnitzereien bekannt, beispielsweise in Oberösterreich. Er wurde zeitgenössisch als „Bildhauer und Fassmaler“ bezeichnet und ließ sich durch publizierte Zeugnisse attestieren, er könne „durch seine künstlerische Arbeit sowie durch sehr mässige Preise bestens empfohlen werden“. Parallel versuchte er, als Hotelier ein Auskommen zu finden – er inserierte regelmäßig für das „Hotel Marienhof“.

## Werke

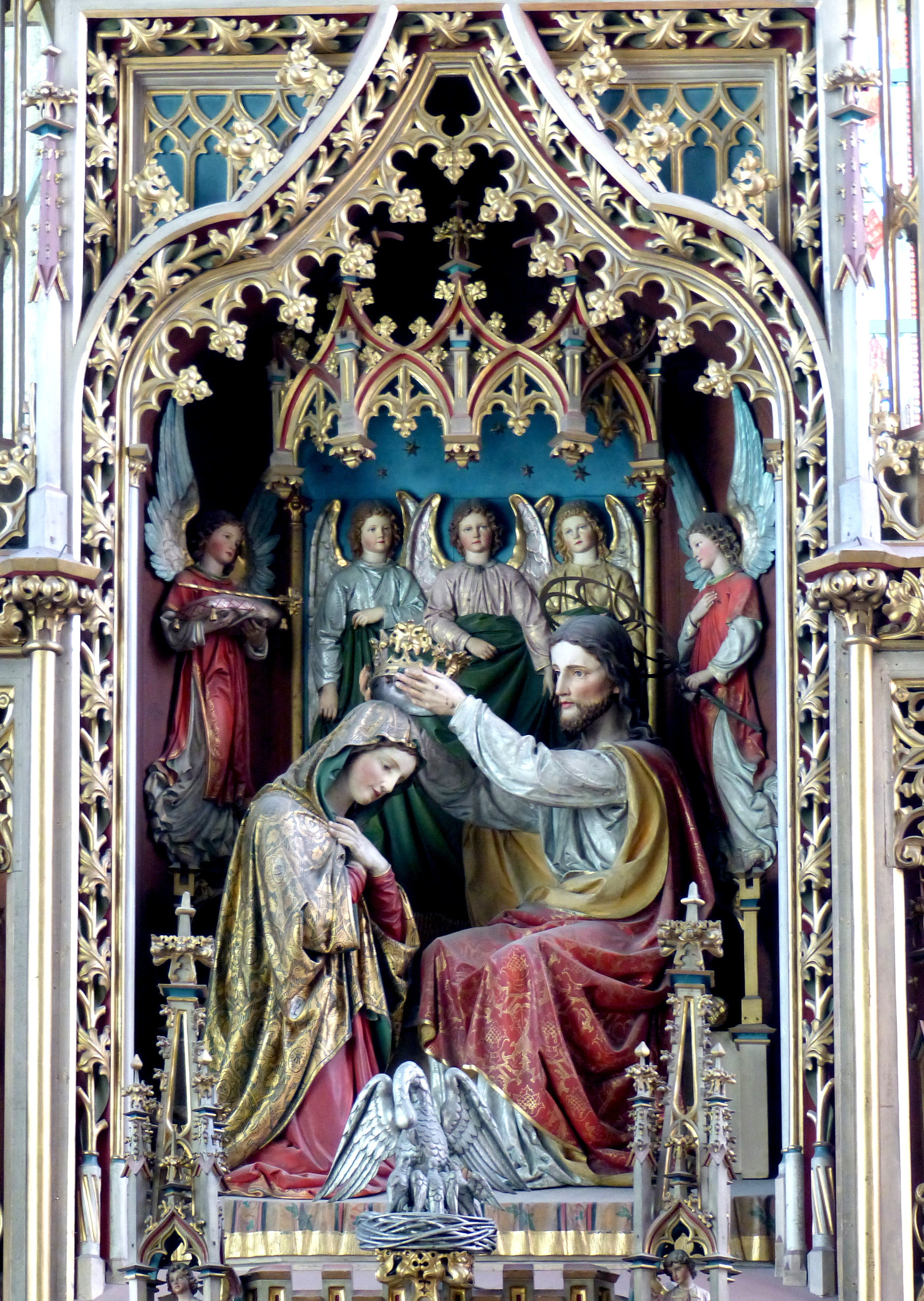
Krönung Mariens, Hochaltar der Stadtpfarrkirche Eferding (1890)

- um 1880 Kreuzwegreliefs in der Pfarrkirche Kollerschlag
- 1882 Seitenaltarfigur hl. Josef in der Pfarrkirche Sulzberg[4]
- 1892 Hochaltar und Figuren in der Pfarrkirche Kamering[5]
- 1896 Geschnitzter Kreuzweg in der Stadtpfarrkirche Villach[5]
- 1898 Figuren und Reliefs am Hochaltar und an der Kanzel in der Pfarrkirche Lauterach[4]
- um 1898 Figuren in der Kapelle hl. Leonhard in Sulzberg[4]
- 1898 mit Leopold Hofer: Reiche einheitliche neugotische Einrichtung in der Pfarrkirche Melk[6]
- 1898/1901 Hochaltar der Pfarrkirche Amstetten-St. Stephan[6]
- 1899/1900 Statuen am Hochaltar der Pfarrkirche Göstling an der Ybbs[6]
- um 1899 Figuren in der Pfarrkirche Weikertschlag an der Thaya[7]
- 1901/1905/1908 Statuen in der Pfarrkirche Kautzen[7]
- 1903 Hochaltar der Pfarrkirche Matzleinsdorf in Niederösterreich[6]
- 1903 Hochaltar und Kanzel in der Pfarrkirche Ruprechtshofen[6]
- 1905 Seitenaltäre der Pfarrkirche Hochneukirchen[6]
- 1907 Hochaltar, Figuren und Reliefs in der Pfarrkirche Markt Griffen[5]